# گل شیپوری طلایی
گل شیپوری طلایی(نام علمی: Zantedeschia elliottiana) نام یک گونه از سرده گل شیپوری است.